# Римсько-германські війни
Римсько-германські війни — війни між цивілізованим Римом і германськими племенами, що тривали з кінця II століття до н. е. аж до падіння Західної Римської імперії і завершення античної епохи в кінці V століття н. е.

## Список воєн та окремих битв
- Кімврська війна (113—101 рр.. до н. е.) — нашестя германських племен кімврів і тевтонів на Римську Італію.
  - Битва при Нореї 113 до н. е.
  - Битва при Бурдигалі[en] 107 до н. е.
  - Битва при Араузіоні 105 до н. е.
  - Битва при Аквах Секстієвих 102 до н. е.
  - Битва при Верцеллах 101 до н. е.

- Битва при Вогезах 58 до н. е. — одна з баталій Галльської війни 58—51 до н. е.

- Битва при Лоліані[en] 16 до н. е. — грабіжницький похід германців у Римську Галлію

- Завоювання Германії (12 — 7 до н. е.)
  - Битва при Лупії 11 рік до н. е.

- Повстання Армінія (9 н. е. — 21 н. е.)
  - Битва в Тевтобурзькому лісі (9 рік)
  - Битва на Везері 16 рік

- Маркоманська війна II століття
- Скіфська війна III століття
- Римсько-алеманські війни
- Криза Третього століття

- - Битва при Абріттусі 251 рік
  - Битва при Медіолані 259 рік
  - Битва при Бенакському озері 268 рік
  - Битва при Найсуссі 269 рік
  - Плаценції 271 рік
  - Фано 271 рік
  - Битва при Павії (271)
  - Битва при Лінгонах 298 рік
  - Битва при Віндоніссі 298 рік

- Битва при Ремах 356 рік
- Битва при Бротомагу 356 рік
- Облога Сенони 356 рік
- Битва при Страсбурзі 357 рік
- Операція римських допоміжних військ проти алеманів на островах Рейну 357 рік
- Битва при Аргентораті 357 рік
- Битва при Каталаунах 367 рік
- Битва при Соліцініумі 367 рік
- Готська війна (367-369)
- Готська війна (377-38)

- - Битва при Аргентораті 378 рік
  - Макріанополь (377)
  - Саліцій (377)
  - Адріанополь (378)
- Адріанополь (378)
- Сирмій (380)
- Салоніки (380)
- Римсько-везеготські війни
- Битва при Полленції 402 рік
- Битва при Вероні 403 рік
- Захоплення Риму готами (410 рік)
- Битва при Нарбоні (436)
- Битва при Толозі 439 рік
- Готська війна в Іспанії 456 рік
  - Битва при Орбіго 456 рік